# خط انتقال هوایی
خط انتقال هوایی نوعی از خط انتقال است که در آن از دکل برق و تیر برق برای نگه داشتن کابلها بالاتر از سطح زمین استفاده می‌شود. از آنجایی که در این گونه خطوط از هوا به عنوان عایق کابل‌ها استفاده می‌شود این روش انتقال یکی از کم هزینه‌ترین و رایج‌ترین روش‌های انتقال برق است. دکل‌ها و تیرهایی که برای نگه داشتن کابل‌ها استفاده می‌شود می‌توانند از جنس چوب، فولاد، بتون، آلومینیوم و در برخی موارد پلاستیک مسلح باشند. عمدتاً کابل‌های مورد استفاده در خطوط هوایی از جنس آلومینیوم هستند (که البته با نواری از فولاد در داخل مسلح شده‌اند). البته از کابل‌های مسی در برخی خطوط انتقال ولتاژ متوسط و ولتاژ پایین و محل اتصال به مصرف‌کننده استفاده می‌شود.

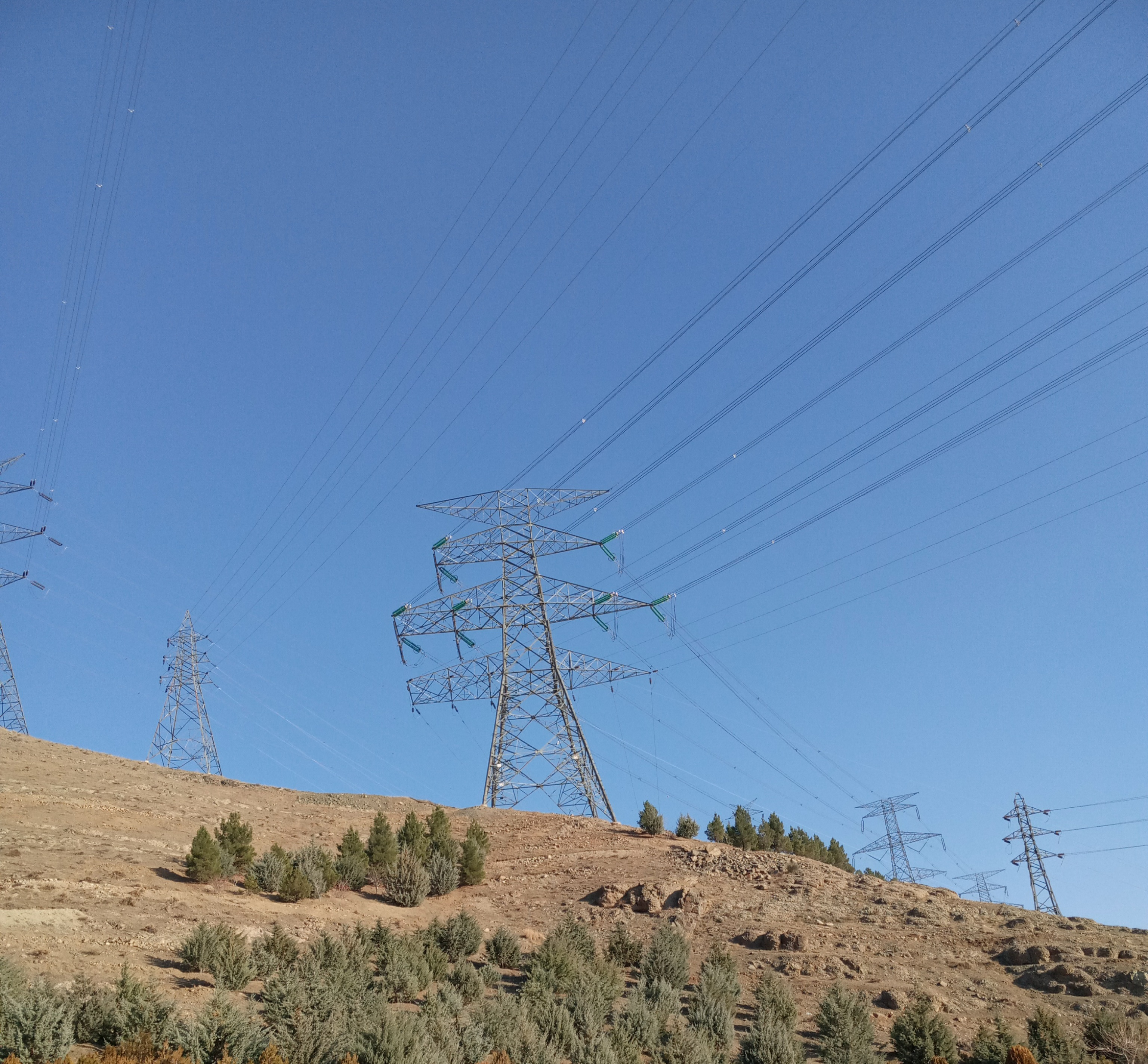
خطوط انتقال برق در ایران

اختراع مقره های جداکننده نقش مهمی در امکان افزایش ولتاژ انتقال در خطوط هوایی داشت. در سال‌های پایانی قرن ۱۹ میلادی بیشینه ولتاژ قابل انتقال با مقره‌های سوزنی به ۶۹ کیلوولت می‌رسید اما امروزه امکان انتقال انرژی الکتریکی در ولتاژهای بالاتر از ۷۶۵ کیلوولت و حتی ولتاژهای بالاتر وجود دارد.
خطوط انتقال هوایی معمولاً با توجه به سطح ولتاژشان به این صورت طبقه‌بندی می‌شوند:
- ولتاژ پایین: ولتاژهای پایین‌تر از ۱۰۰۰ ولت. مورد استفاده در اتصالات و ارتباطات به مصرف‌کننده‌های خانگی و تجاری کوچک.
- ولتاژ متوسط (توزیع): ولتاژهای بین ۱ تا ۳۳ کیلو ولت. مورد استفاده برای انتقال در مناطق شهری یا روستایی.
- ولتاژ بالا (انتقال میانی): ولتاژهای بین ۳۳ تا ۲۳۰ کیلوولت. مورد استفاده برای خطوط انتقال میانی.
- ولتاژ خیلی بالا (انتقال): ولتاژهای بین ۲۳۰ تا ۸۰۰ کیلوولت. مورد استفاده برای خطوط انتقال طولانی.

## ساختار

ساختار یک دکل انتقال هوایی

ساختار یک خط هوایی می‌تواند با توجه به نوع خط شکل‌های بسیار متفاوتی به خود بگیرد. این ساختار می‌تواند به سادگی یک سری از تیرهای چوبی باشد که دارای یک یا چند میله صلیبی برای نگه داشتن کابل‌ها باشد. در ولتاژهای بالا نگه دارنده کابل‌های معمولاً یک دکل فلزی است که از شبکه منظمی از قطعات کوچکتر ساخته شده‌است. در مناطق دور افتاده و خاصی که امکان حمل دکل‌ها از زمین وجود ندارد از تیرهای آلمینیومی استفاده می‌شود و آنها را با بالگرد به محل منتقل می‌کنند.
استفاده از هر روش با توجه به خصوصیات محیط و خط و همچنین وزن کابل‌ها انجام می‌گیرد. در یک پروژه بزرگ انتقال ممکن است از انواع مختلفی از تیرها و دکل‌ها استفاده شود. در محل‌های تغییر زاویه خط و محل‌های انتهای خط باید از روش‌های مختلفی برای نگه داشتن تیرها و دکل‌ها استفاده شود و در این محل‌ها از تیرهای کاملاً متفاوتی استفاده می‌شود. در محل‌های گذرگاه خط از یک جاده یا رودخانه مهم هم باید از دکل‌های خاصی استفاده کرد.
پی ریزی دکل‌های انتقال می‌تواند بسیار پر هزینه باشد، به ویژه اگر زمین مانند زمین‌های مرطوب برای نگه‌داشتن دکل ضعیف باشد. در برخی موارد پی دکل‌ها با استفاده از سیم‌های فولادی به دقت محکم می‌شود.

## مقره‌ها
مقره‌ها باید این قابلیت را داشته باشند که ولتاژ نامی شبکه و ولتاژهای لحظه‌ای ناشی از کلیدزنی یا رعدوبرق را تحمل کنند. در ساده‌ترین حالت می‌توان مقره‌ها را به دو دسته تقسیم کرد مقره‌های سوزنی شکل که هادی یا کابل را بالای خود نگه می‌دارند و مقره‌های آویزان که کابل را از پایین می‌گیرند. تا ولتاژ ۳۳ کیلوولت استفاده از هر دو نوع متعارف است اما در ولتاژهای بالاتر از ۳۳ کیوولت بیشتر از مقره‌های آویزان استفاده می‌شود. مقره‌ها معمولاً از جنس چینی، شیشه فشرده ، پلاستیک یا سلیکون ساخته می‌شوند.
مقره‌های آویزی از چندین لایه یا بشقاب تشکیل شده‌اند که با افزایش تعداد لایه میزان ولتاژ قابل تحمل آنها افزایش می‌یابد. تعداد لایه‌های این مقره‌ها با توجه به خصوصیات مختلف خط مانند ولتاژ خط، احتمال برخورد رعد و برق، ارتفاع دکل و خصویات محیط مانند میزان رطوبت و آلودگی هوا انتخاب می‌شود. از طرف دیگر مقره‌ها باید از نظر مکانیکی استحکام کافی را برای تحمل وزن کابل‌ها و همچنین فشار اضافی ناشی از برف یا باد داشته باشند.
مقره‌های چینی ممکن است با لعابی نیمه‌هادی پوشیده شده باشند تا به این ترتیب جریان نشتی کوچکی (در حد چند میلی‌آمپر) از سطح مقره عبور کند. این جریان موجب گرم شدن سطح مقره و خشک نگه داشتن آن خواهد شد. این لایه نیمه‌هادی همچنین باعث خواهد شد تا در صورت ایجاد جرقه، جرقه مسیر طولانی‌تری را بر روی سطح مقره طی کند.

## هادی‌ها
هادی ها در خطوط انتقال بیشتر از جنس های مس و آلومینیوم استفاده میشود گرچه قیمت خیلی بالایی دارد.

## بالمارکر (گوی نشانگر)
برخی از خطوط انتقال هوایی دارای یک گوی تک‌رنگ در میانهٔ خود هستند که بالمارکر نام دارد، این توپ‌ها معمولاً برای هشدار به هواپیماها یا هلیکوپترهایی که در حال فرود اضطراری هستند استفاده می‌شود تا با کابل‌هایی که از روی بزرگراه‌ها رد شده‌اند برخورد نکنند. وجود این توپ‌ها برای همخوانی با توصیه‌های ایکائو لازم است.